# Ernst von Ihne
Ernst Eberhard von Ihne (ur. 23 maja 1848 w Elberfeld, zm. 21 kwietnia 1917 w Berlinie) – pruski architekt epoki cesarstwa.

## Biografia

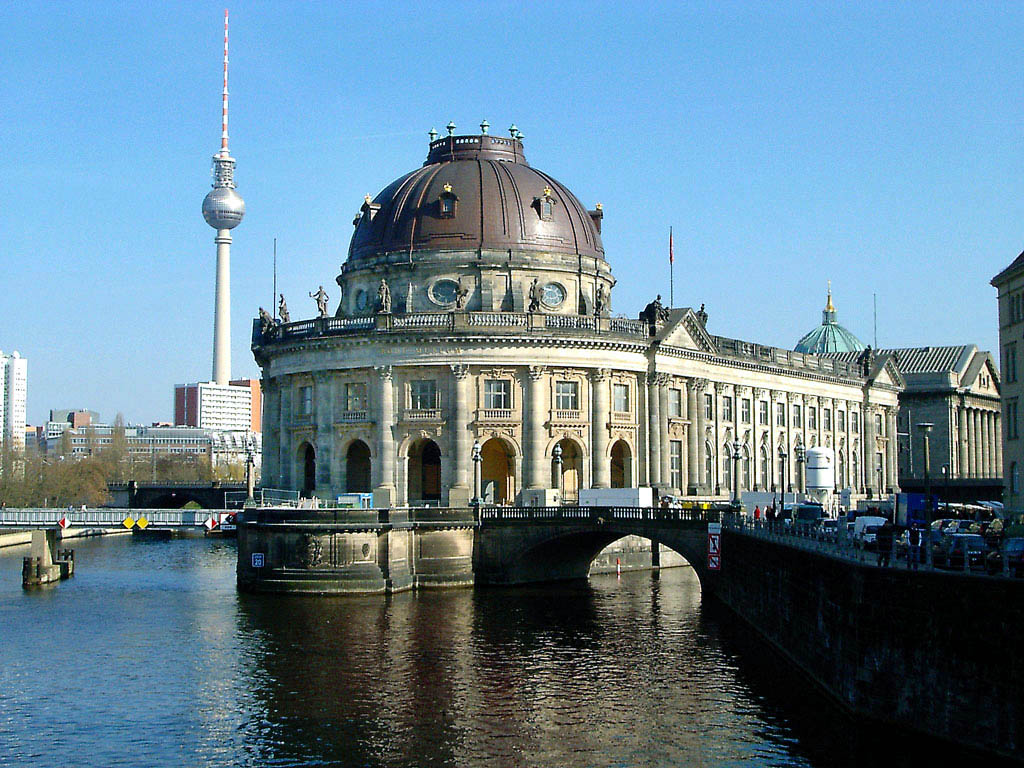
Widok na Muzeum Bodego w Berlinie

Ernst Ihne był synem historyka Wilhelma Ihne (1821–1902), studiował w Szkole Technicznej w Karlsruhe, Berlińskiej Akademii Architektury i paryskiej Szkole Sztuk Pięknych. Był zwolennikiem historyzmu i eklektyzmu w architekturze. W 1877 roku wraz z Paulem Stegmüllerem otworzył biuro projektowe w Berlinie. Zajmował się także projektowaniem mebli. Był członkiem założycielem Berlińskiego Związku Architektów.
Ihne łączył styl niemieckiego renesansu z wpływami francuskimi. Konstruował także neobarokowe budowle w Berlinie, przy czym w ostatniej fazie swojej twórczości, od 1900 roku, pozostawał pod wpływem stylu angielskich wiejskich domów.
Jednym z jego pierwszych zleceń był Nowy Zamek w Hummelshain w Turyngii oraz kasyno oficerów Pułku Huzarów Gwardii w Poczdamie. Prace te podobały się Dworowi Cesarskiemu. Ihne, który w międzyczasie oddzielił się od Stegmüllera, otrzymał zatem w 1888 roku zlecenie budowy zamku Kronberg w Taunus, a cesarz Fryderyk III mianował go nadwornym architektem. Bywał bywalcem salonu księżnej Radziwiłłów z Castellane.
Zbudował wówczas szereg willi, prywatnych rezydencji, dworków i zamków na wsi (m.in. zachodnie skrzydło zamku w Karowie), ale także berlińską bibliotekę królewską przy Unter den Linden, Kaiser-Frederic Museum (dziś Bode Muzeum), pierwszy budynek Towarzystwa Cesarza Wilhelma w Dahlem (dziś część Wolnego Uniwersytetu w Berlinie). Jest także autorem projektu pomników poświęconych Fryderykowi III i jego żonie, które znajdowały się przy Alei Zwycięstwa w Tiergarten, która obecnie nie istnieje.
Wilhelm II nobilitował Ihne 27 lutego 1906, dlatego też jego imię poprzedził partykułą "von" i nadał mu tytuł tajnego doradcy.